# De Slag om de Schelde (film)
De Slag om de Schelde is een Nederlandse oorlogsfilm uit 2020, geregisseerd door Matthijs van Heijningen jr. Het scenario is geschreven door Paula van der Oest. In de film staat de Slag om de Sloedam als onderdeel van de Slag om de Schelde (1944) centraal. In 2020 was het 75 jaar geleden dat de oorlog eindigde en de film moest het herdenkingsjaar afsluiten.

## Productie
De film werd geproduceerd door Levitate Film in opdracht van het vfonds. Het doel van de film is om jongeren op een aansprekende manier bekend te maken met de Tweede Wereldoorlog. Co-producenten van deze film zijn Caviar, EO en Netflix. Het is de eerste Nederlandse film waarbij Netflix co-producent is. De opnames zijn gemaakt in Nederland, België en Litouwen. De film had een budget van ruim 14 miljoen euro; hiermee is het een van de duurste Nederlandse films ooit gemaakt, enkel de film Zwartboek heeft anno 2024 meer gekost.
De film ging op 14 december 2020 in première in het CineCity in Vlissingen en de landelijke première was gepland op 17 december 2020, waarna de film zou worden uitgezonden door de EO. Vervolgens zou Netflix de film in 2021 uitbrengen als The Forgotten Battle. Op 15 december 2020 werd echter bekendgemaakt dat de bioscoop-release van De Slag om de Schelde was uitgesteld tot 2021 vanwege de coronamaatregelen in Nederland. Uiteindelijk was de film vanaf 5 juni 2021 in de bioscoop te zien. Op 24 december 2021 werd de film door de EO uitgezonden.

## Verhaal
September 1944. De geallieerden hebben de haven van Antwerpen ingenomen, maar de Duitsers hebben nog steeds de controle over de monding van de Schelde, waardoor de voorraden Antwerpen en de geallieerde troepen niet bereiken. Walcheren is de sleutel tot de verdediging van de Duitsers. Operatie Market Garden wordt gelanceerd, in de hoop via Arnhem rechtstreeks nazi-Duitsland binnen te dringen. Een zweefvliegtuig van deze operatie moet noodgedwongen een noodlanding maken op Walcheren, waardoor een handvol Britse troepen achter de vijandelijke linies vast komen te zitten. Ondertussen doodt de Nederlandse tiener Dirk Visser per ongeluk drie Duitsers, wat een tragische reeks gebeurtenissen veroorzaakt. Zijn zus Teuntje raakt intussen betrokken bij het verzet en probeert met haar vader strafvermindering te regelen bij de Duitse kolonel Berghof voor haar broer. Bij de Duitse staf zit de Nederlandse soldaat Marinus van Staveren die zich begint af te vragen waar zijn loyaliteit ligt. 

## Rolverdeling
| Acteur              | Personage                     |
| ------------------- | ----------------------------- |
| Gijs Blom           | Marinus van Staveren          |
| Jamie Flatters      | William Sinclair              |
| Susan Radder        | Teuntje Visser                |
| Ronald Kalter       | Dirk Visser                   |
| Tom Felton          | Tony Turner                   |
| Theo Barklem-Biggs  | John                          |
| Scott Reid          | Nigel                         |
| Jan Bijvoet         | Dr. Visser                    |
| Marthe Schneider    | Janna                         |
| Richard Dillane     | Kapitein Sinclair             |
| Mark van Eeuwen     | Pim den Oever                 |
| Robert Naylor       | Bill                          |
| Justus von Dohnányi | Kolonel Berghof               |
| Dylan Smith         | Kolonel Stewart               |
| Coen Bril           | Henk Schneijder               |
| Joep Paddenburg     | Lucas                         |
| Bart Harder         | Melis                         |
| Hajo Bruins         | Burgemeester Oostveen         |
| Bianca Krijgsman    | Riet                          |
| Pit Bukowski        | Oberleutnant Friedrich Fisher |
| Gordon Morris       | Sergeant Mackay               |
| Astrid van Eck      | collega Teuntje               |
| Rutger de Bekker    | bakker                        |

## Prijzen
De Slag om de Schelde werd in het najaar van 2021 in negen verschillende categorieën genomineerd voor een Gouden Kalf. De film wist uiteindelijk vijf van de negen nominaties te verzilveren, in de categorieën Beste camerawerk, Beste sound design, Beste production design, Beste costume design en Beste montage.